# Chokwé
Chokwé   este un oraș în sudul Mozambicului, în  provincia Gaza. Centru al unei zone agrare situate la sud de valea fluviului Limpopo, faimoasă pentru producția de tomate.